# Severo Ochoa
Severo Ochoa de Albornoz (Luarca, Asztúria, 1905. szeptember 24. – Madrid, 1993. november 1.) spanyol-amerikai orvos, biokémikus. 1959-ben Arthur Kornberggel megosztva elnyerte az orvostudományi Nobel-díjat az RNS-szintézis mechanizmusának felfedezéséért.

## Tanulmányai
Severo Ochoa Spanyolország Asztúria tartományában, Luarca városában született 1905. szeptember 24-én. Apja Severo Manuel Ochoa jogász és üzletember, anyja Carmen de Albornoz volt. Anyai nagybátyja, Álvaro de Albornoz a Franco uralomra jutása után külföldre menekült emigráns köztársasági kormány vezetője volt, unokatestvére, Aurora de Albornoz pedig neves spanyol költő, irodalmár. Apja meghalt mikor Severo hétéves volt és a család Málagába költözött. Itt végezte el az általános és középiskolát. Ochoa már ekkor érdeklődött a biológia iránt, példaképe a híres spanyol tudós, Santiago Ramón y Cajal volt. 1923-ban beiratkozott a Madridi Egyetem orvosi szakára. Remélte, hogy együtt dolgozhat Cajallal, de ő ekkorra már nyugdíjba vonult. Madridban diáktársa és barátja volt Pedro Arrupe, a jezsuita rend későbbi vezetője és mindkettőjüket Juan Negrín tanította, aki a spanyol polgárháború idején a köztársaság miniszterelnöke volt.
Negrín felügyelete alatt Ochoa és diáktársa, José Valdecasas sikeresen izolálta vizeletből a kreatinint és kidolgoztak egy érzékeny módszert, amivel izomból egészen kis mennyiségű kreatinint is ki tudtak mutatni. Ochoa 1927 nyarát Glasgowban töltötte, ahol D. Noel Patonnal közösen a kreatin metabolizmusát tanulmányozta. Miután visszatért Spanyolországba, megírta első tudományos közleményét is.
1929-ben befejezte az egyetemet. Korábbi munkája alapján meghívást kapott a Nobel-díjas Otto Meyerhoftól, így ezután Berlinben dolgozott a Kaiser Wilhelm Biológiai Kutatóintézeten belül. Ochoa megismerkedett és együtt dolgozott olyan kutatókkal, mint Otto Warburg, Carl Neuberg, Einar Lundsgaard vagy Fritz Lipmann.

## Posztdoktori tevékenysége
1930-ban visszatért Madridba és a következő évben megvédte szakdolgozatát, hogy megkapja orvosdoktori fokozatát. Újdonsült doktorként megházasodott – Carmen García Cobiánt vette feleségül – ám újból külföldön talált munkát, a későbbi Nobel-díjas Henry Dale londoni laboratóriumában. Londonban a glioxaláz enzimmel dolgozott: ez a munka irányította figyelmét az enzimek felé.
1933-ban visszatért Madridba, ahol a szívizomban végbemenő glikolízis folyamatát kutatta. Két évvel később felajánlották neki az újonnan létrehozott Orvostudományi Kutatóintézet élettani osztályának vezetését. Azonban Spanyolországban éppen ekkor tört ki a polgárháború, és Ochoa úgy látta, hogy az országban uralkodó viszonyok miatt nem tudna tudományos munkát folytatni, ezért külföldre távozott. 

## Élete Spanyolországon kívül

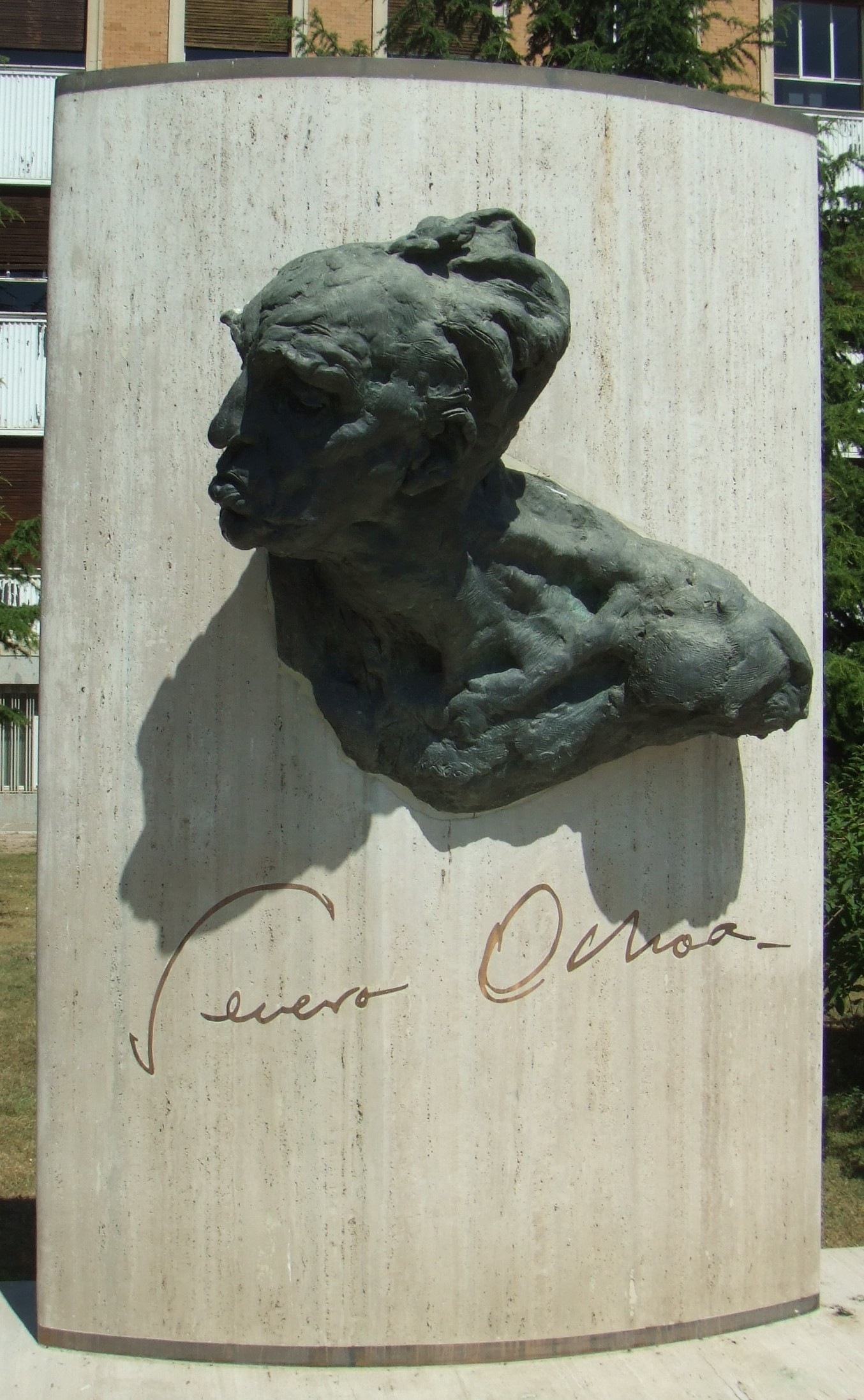
Severo Ochoa emlékműve Madridban

Családjával együtt Németországba utazott, visszatért az immár Heidelbergbe költözött Kaiser Wilhelm Intézetbe. Az intézet profilja időközben jelentősen megváltozott, a korábbi izomélettani kutatások helyett az akkoriban igen forró területnek számító szénhidrátanyagcserére – glikolízisre és fermentációs folyamatokra – fókuszált. A munkatársak a soklépcsős folyamat részleteit igyekeztek felderíteni és az ezekben szerepet játszó enzimeket izolálták. Ochoa egy évig tartózkodott Heidelbergben, azután Angliába távozott és 1938-tól 1941-ig az Oxfordi Egyetem munkatársa volt, ahol a B1 vitamin biológiai hatásával foglalkozott.
1941-ben, mikor a második világháború Angliát is elérte, az Egyesült Államokba költözött át, ahol egy évig a St. Louis-i Washington Egyetemen dolgozott Carl és Gerty Corival (akik 1947-ben kaptak Nobel-díjat). 1942-től a New York-i Egyetem orvostudományi szakán vállalt állást. 1945-ben adjunktussá, 1946-ban a farmakológia professzorává, 1954-ben pedig biokémiaprofesszorrá és a biokémia tanszék vezetőjévé nevezték ki.
1956-ban megkapta az amerikai állampolgárságot. 1959-ben az RNS-szintézis lépéseinek felderítéséért orvostudományi Nobel-díjban részesült (Arthur Kornberggel megosztva, aki a DNS-szintézis folyamatára derített fényt).
Ochoa kutatásai ezután a fehérjeszintézisre és az RNS-vírusok szaporodására irányultak. Nyugdíjba vonulása után, 1985-től a spanyol kormány tudománypolitikai tanácsadója volt.
Severo Ochoa 1993. november 1-én Madridban halt meg 88 éves korában.

## Fordítás
- Ez a szócikk részben vagy egészben  a   Severo Ochoa című angol Wikipédia-szócikk ezen változatának fordításán alapul.  Az eredeti cikk szerkesztőit annak laptörténete sorolja fel. Ez a jelzés csupán a megfogalmazás eredetét és a szerzői jogokat jelzi, nem szolgál a cikkben szereplő információk forrásmegjelöléseként.